# کارل باپ
کارل باپ (انگلیسی: Karl Bopp؛ ۲۸ مارس ۱۸۷۷ – ۵ دسامبر ۱۹۳۴) یک دانشمند در زمینه تاریخ ریاضیات اهل آلمان بود. او فرزند یک پزشک بود و در رااشتات به مدرسه رفت و تحصیلاتش را در هایدلبرگ نزد موریتس کانتور ادامه داد و با سرپرستی او درجه دکترا را دریافت کرد و سپستر بعنوان جانشین او برگزیده شد. او پژوهشهایی را درباره تاریخ ریاضیات، حساب سیاسی و ریاضیات بیمه انجام داد.
زمینه تخصصی پژوهشی او درباره کارهای یوهان هاینریش لمبرت بود. او نامه های لمبرت و اویلر را به چاپ رساند. وی همچنین پژوهشهایی درباره تاریخ تابع های بیضوی منتشر کرد و در کل پانزده دانشجوی دکتری تربیت نمود.